# SolarFlix
SolarFlix (anteriormente ETC) é uma canal de televisão filipino, que faz parte da Solar Entertainment Corporation. Foi lançado em 2004 como ETC. O canal seria renomeado como SolarFlix em 2022.

## Programas

### Blocos de filmes
- Late Night Delight
- Pinoy Mega Hits
- Reel Time
- Sine Siesta
- Weekend Sine Nights

### Telenovelas
- Marimar
- A Kiss in the Rain
- In Between
- My Sweet Lie